# Disuria
La disuria (pronuncia moderna: /diˈzurja/; pronuncia tradizionale: /dizuˈria/) consiste nell'emissione di urine con difficoltà, non necessariamente accompagnata da dolore, nel qual caso è più corretto parlare di stranguria.

## Eziologia
- Disuria ostruttiva: difficoltà dovuta a un ostacolo nell'emissione delle urine, come nel caso dell'iperplasia prostatica benigna o di tumori prostatici in stadio avanzato.
- Disuria funzionale: da vescica neurologica.
- Disuria infettiva: è causata da infezioni di microrganismi che colpiscono l'apparato urinario: uretra, vescica, prostata.

## Epidemiologia
Le forme infettive colpiscono prevalentemente le donne perché hanno un'uretra più corta rispetto a quella dell'uomo e per via dell’assenza del liquido prostatico che svolge un’azione battericida.